# Mesochorus panamensis
Mesochorus panamensis är en stekelart som beskrevs av Dasch 1974. Mesochorus panamensis ingår i släktet Mesochorus och familjen brokparasitsteklar. Inga underarter finns listade i Catalogue of Life.